# Sfax Railways Sports
O Sfax Railway Sport, em ( árabe : نادي سكك الحديد الصفاقسي , também conhecido como Railway ou ٍُ SRS ) é um clube de futebol da Tunísia de Sfax, fundado em 1920.

## História
O clube foi campeão três vezes e esteve na primeira divisão por 33 temporadas. No entanto, mas 1994–95 foi sua última temporada na primeira divisão e hoje jogam na Ligue Professionnelle 2.

## Títulos
| NACIONAIS | NACIONAIS            | NACIONAIS | NACIONAIS         |
|           | Competição           | Títulos   | Temporadas        |
| --------- | -------------------- | --------- | ----------------- |
| Tunísia   | Campeonato Tunisiano | 3         | 1934, 1953, 1968. |